# La Dormeuse de Naples (roman)
La Dormeuse de Naples est un roman de Adrien Goetz publié le 18 juin 2004 aux éditions du Passage et récompensé la même année par le prix des Deux Magots et le prix Roger-Nimier.

## Éditions
- La Dormeuse de Naples, éditions du Passage, 2004  (ISBN 2-84742-041-X).